# Artem Dovbyk
Artem Oleksandrovytsj Dovbyk (Oekraïens: Артем Олександрович Довбик; Tsjerkasy, 21 juni 1997) is een Oekraïens voetballer die doorgaans speelt als spits. In augustus 2024 verruilde hij Girona voor AS Roma. Dovbyk maakte in 2021 zijn debuut in het Oekraïens voetbalelftal.

## Clubcarrière
Dovbyk speelde in de jeugdopleiding van Tsjerkaskyi Dnipro en maakte bij die club ook zijn debuut op het derde niveau. Na een seizoen in het eerste elftal werd hij overgenomen door Dnipro. Voor deze club debuteerde hij in de Koebok Oekrajiny, op 28 oktober 2015 tegen Olimpik Donetsk. Bruno Gama, Michel Babatunde en Roman Zozoelja waren trefzeker namens Dnipro en tegengoals kwamen van Volodymyr Lysenko en Serhij Sjestakov, waardoor Dnipro met 3–2 won. Dovbyk begon aan de wedstrijd als reservespeler maar mocht van coach Myron Markevytsj negentien minuten voor het einde van het duel invallen voor Roman Bezoes. In 2016 bracht hij drie maanden door op huurbasis bij het Moldavische Zaria Bălți. Na zijn terugkeer kreeg Dovbyk meer speeltijd bij Dnipro. Door financiële wanpraktijken werd de club aan het begin van het seizoen 2017/18 teruggezet naar het derde niveau. Dovbyk bleef de club trouw en wist in twaalf wedstrijden op dat niveau dertien keer te scoren.
Celtic leek er vervolgens met de handtekening van de spits vandoor te gaan. In de winterstop was het FC Midtjylland dat hem overnam. De Deense club nam de aanvaller transfervrij over. In zijn eerste halve seizoen maakte Dovbyk één doelpunt in tien wedstrijden en het jaar erna kwam hij maar tot vijf optredens. In september 2019 werd hij voor het komende seizoen een jaar op huurbasis gestald bij SønderjyskE. Na deze verhuurperiode mocht Dovbyk definitief vertrekken bij Midtjylland en hij koos voor een terugkeer naar Oekraïne, waar hij voor drie seizoenen tekende bij Dnipro-1. In juni 2023 werd zijn verbintenis opengebroken en verlengd tot medio 2025.
Twee maanden later werd Dovbyk voor circa 7,75 miljoen euro overgenomen door Girona, dat hem een contract voor vijf seizoenen gaf. Met zijn komst werd hij de duurste aankoop in de clubgeschiedenis. Hij werd derde met Girona, waarmee de club zich voor het eerst wist te plaatsen voor de UEFA Champions League. Dovbyk werd met vierentwintig doelpunten topscorer van de Primera División. In de zomer hierop verkaste de Oekraïner voor een bedrag van circa dertig miljoen euro naar AS Roma. Bij de Italiaanse club zette hij zijn handtekening onder een verbintenis voor de duur van vijf seizoenen.

## Clubstatistieken
| Seizoen | Club               | Competitie        | Competitie | Competitie | Beker | Beker | Internationaal | Internationaal | Totaal | Totaal |
| Seizoen | Club               | Competitie        | Wed.       | Dlp.       | Wed.  | Dlp.  | Wed.           | Dlp.           | Wed.   | Dlp.   |
| ------- | ------------------ | ----------------- | ---------- | ---------- | ----- | ----- | -------------- | -------------- | ------ | ------ |
| 2014/15 | Tsjerkaskyi Dnipro | Droeha Liha       | 20         | 7          | 1     | 0     | —              | —              | 21     | 7      |
| 2015/16 | Dnipro             | Premjer Liha      | 0          | 0          | 1     | 0     | —              | —              | 1      | 0      |
| 2015/16 | → Zaria Bălți      | Divizia Națională | 3          | 0          | 1     | 0     | —              | —              | 4      | 0      |
| 2016/17 | Dnipro             | Premjer Liha      | 22         | 6          | 1     | 0     | —              | —              | 23     | 6      |
| 2017/18 | Dnipro             | Droeha Liha       | 13         | 12         | 0     | 0     | —              | —              | 13     | 12     |
| 2017/18 | FC Midtjylland     | Superligaen       | 10         | 1          | 2     | 0     | —              | —              | 12     | 1      |
| 2018/19 | FC Midtjylland     | Superligaen       | 5          | 0          | 1     | 0     | 0              | 0              | 6      | 0      |
| 2019/20 | FC Midtjylland     | Superligaen       | 3          | 0          | 0     | 0     | 1              | 0              | 4      | 0      |
| 2019/20 | → SønderjyskE      | Superligaen       | 18         | 2          | 3     | 0     | —              | —              | 21     | 2      |
| 2020/21 | Dnipro-1           | Premjer Liha      | 24         | 6          | 3     | 4     | —              | —              | 27     | 10     |
| 2021/22 | Dnipro-1           | Premjer Liha      | 17         | 14         | 1     | 0     | —              | —              | 18     | 14     |
| 2022/23 | Dnipro-1           | Premjer Liha      | 30         | 24         | 0     | 0     | 9              | 5              | 39     | 29     |
| 2023/24 | Dnipro-1           | Premjer Liha      | 0          | 0          | 0     | 0     | 2              | 1              | 2      | 1      |
| 2023/24 | Girona             | Primera División  | 36         | 24         | 3     | 0     | —              | —              | 39     | 24     |
| 2024/25 | AS Roma            | Serie A           | 0          | 0          | 0     | 0     | 0              | 0              | 0      | 0      |
| Totaal  | Totaal             | Totaal            | 201        | 96         | 17    | 4     | 12             | 6              | 230    | 106    |

Bijgewerkt op 3 augustus 2024.

## Interlandcarrière
Dovbyk maakte zijn debuut in het Oekraïens voetbalelftal op 31 maart 2021, toen een kwalificatiewedstrijd voor het WK 2022 gespeeld werd tegen Kazachstan. De Oekraïner Roman Jaremtsjoek opende de score in de eerste helft, maar na rust zorgde Serikzjan Moezjikov voor de gelijkmaker: 1–1. Dovbyk moest van bondscoach Andrij Sjevtsjenko als reservespeler aan de wedstrijd beginnen en hij viel negen minuten voor het einde van het duel in voor Mykola Sjaparenko. De andere Oekraïense debutant dit duel was Anatolij Troebin (Sjachtar Donetsk).
Dovbyk werd in april 2021 door Sjevtsjenko opgenomen in de voorselectie voor het uitgestelde EK 2020. In juni nam Sjevtsjenko hem ook op in zijn definitieve selectie. Op het toernooi werd Oekraïne in de kwartfinales uitgeschakeld door Engeland (0–4), nadat in de groepsfase was verloren van Nederland (3–2) en Oostenrijk (0–1), gewonnen van Noord-Macedonië (2–1) en in de achtste finales werd na verlengingen gewonnen van Zweden (1–2). Dovbyk speelde alleen mee tegen Zweden, toen hij in de rust van de verlenging mocht invallen voor Andrij Jarmolenko. Op dat moment stond het 1–1 door doelpunten van Oleksandr Zintsjenko en Emil Forsberg. Dovbyk zorgde in de blessuretijd van de tweede helft van de verlenging voor het winnende doelpunt en daarmee zijn eerste interlandgoal.
In mei 2024 werd Dovbyk door bondscoach Serhij Rebrov opgenomen in de selectie van Oekraïne voor het EK 2024 in Duitsland. Oekraïne werd in de groepsfase uitgeschakeld na een nederlaag tegen Roemenië (3–0), een overwinning op Slowakije (1–2) en een gelijkspel tegen België (0–0). Dovbyk kwam op het EK in alle duels in actie. Zijn toenmalige clubgenoten Daley Blind (Nederland) en Viktor Tsyhankov (eveneens Oekraïne) waren ook actief op het toernooi.
| Interlands van Artem Dovbyk voor Oekraïne | Interlands van Artem Dovbyk voor Oekraïne | Interlands van Artem Dovbyk voor Oekraïne | Interlands van Artem Dovbyk voor Oekraïne | Interlands van Artem Dovbyk voor Oekraïne | Interlands van Artem Dovbyk voor Oekraïne |
| №                                         | Datum                                     | Wedstrijd                                 | Uitslag                                   | Competitie                                | Goals                                     |
| Als speler bij Dnipro-1                   | Als speler bij Dnipro-1                   | Als speler bij Dnipro-1                   | Als speler bij Dnipro-1                   | Als speler bij Dnipro-1                   | Als speler bij Dnipro-1                   |
| ----------------------------------------- | ----------------------------------------- | ----------------------------------------- | ----------------------------------------- | ----------------------------------------- | ----------------------------------------- |
| 1                                         | 31 maart 2021                             | Oekraïne – Kazachstan                     | 1 – 1                                     | WK 2022 kwalificatie                      |                                           |
| 2                                         | 23 mei 2021                               | Oekraïne – Bahrein                        | 1 – 1                                     | Vriendschappelijk                         |                                           |
| 3                                         | 29 juni 2021                              | Zweden – Oekraïne                         | 1 – 2 (n.v.)                              | EK 2020                                   | 120+1'                                    |
| 4                                         | 9 oktober 2021                            | Finland – Oekraïne                        | 1 – 2                                     | WK 2022 kwalificatie                      |                                           |
| 5                                         | 11 november 2021                          | Oekraïne – Bulgarije                      | 1 – 1                                     | Vriendschappelijk                         |                                           |
| 6                                         | 16 november 2021                          | Bosnië en Herzegovina – Oekraïne          | 0 – 2                                     | WK 2022 kwalificatie                      |                                           |
| 7                                         | 1 juni 2022                               | Schotland – Oekraïne                      | 1 – 3                                     | WK 2022 kwalificatie                      | 90+5'                                     |
| 8                                         | 5 juni 2022                               | Wales – Oekraïne                          | 1 – 0                                     | WK 2022 kwalificatie                      |                                           |
| 9                                         | 8 juni 2022                               | Ierland – Oekraïne                        | 0 – 1                                     | Nations League 2022/23                    |                                           |
| 10                                        | 11 juni 2022                              | Oekraïne – Armenië                        | 3 – 0                                     | Nations League 2022/23                    |                                           |
| 11                                        | 14 juni 2022                              | Oekraïne – Ierland                        | 1 – 1                                     | Nations League 2022/23                    | 47'                                       |
| 12                                        | 21 september 2022                         | Schotland – Oekraïne                      | 3 – 0                                     | Nations League 2022/23                    |                                           |
| 13                                        | 24 september 2022                         | Armenië – Oekraïne                        | 0 – 5                                     | Nations League 2022/23                    | 69', 84'                                  |
| 14                                        | 27 september 2022                         | Oekraïne – Schotland                      | 0 – 0                                     | Nations League 2022/23                    |                                           |
| 15                                        | 26 maart 2023                             | Engeland – Oekraïne                       | 2 – 0                                     | EK 2024 kwalificatie                      |                                           |
| 16                                        | 12 juni 2023                              | Duitsland – Oekraïne                      | 3 – 3                                     | Vriendschappelijk                         |                                           |
| 17                                        | 16 juni 2023                              | Noord-Macedonië – Oekraïne                | 2 – 3                                     | EK 2024 kwalificatie                      |                                           |
| 18                                        | 19 juni 2023                              | Oekraïne – Malta                          | 1 – 0                                     | EK 2024 kwalificatie                      |                                           |
| Als speler bij Girona                     |                                           |                                           |                                           |                                           |                                           |
| 19                                        | 9 september 2023                          | Oekraïne – Engeland                       | 1 – 1                                     | EK 2024 kwalificatie                      |                                           |
| 20                                        | 12 september 2023                         | Italië – Oekraïne                         | 2 – 1                                     | EK 2024 kwalificatie                      |                                           |
| 21                                        | 14 oktober 2023                           | Oekraïne – Noord-Macedonië                | 2 – 0                                     | EK 2024 kwalificatie                      |                                           |
| 22                                        | 17 oktober 2023                           | Malta – Oekraïne                          | 1 – 3                                     | EK 2024 kwalificatie                      | 43' (pen.)                                |
| 23                                        | 20 november 2023                          | Oekraïne – Italië                         | 0 – 0                                     | EK 2024 kwalificatie                      |                                           |
| 24                                        | 21 maart 2024                             | Bosnië en Herzegovina – Oekraïne          | 1 – 2                                     | EK 2024 kwalificatie                      | 88'                                       |
| 25                                        | 26 maart 2024                             | Oekraïne – IJsland                        | 2 – 1                                     | EK 2024 kwalificatie                      |                                           |
| 26                                        | 3 juni 2024                               | Duitsland – Oekraïne                      | 0 – 0                                     | Vriendschappelijk                         |                                           |
| 27                                        | 7 juni 2024                               | Polen – Oekraïne                          | 3 – 1                                     | Vriendschappelijk                         | 41'                                       |
| 28                                        | 11 juni 2024                              | Moldavië – Oekraïne                       | 0 – 4                                     | Vriendschappelijk                         | 49'                                       |
| 29                                        | 17 juni 2024                              | Roemenië – Oekraïne                       | 3 – 0                                     | EK 2024                                   |                                           |
| 30                                        | 21 juni 2024                              | Slowakije – Oekraïne                      | 1 – 2                                     | EK 2024                                   |                                           |
| 31                                        | 26 juni 2024                              | Oekraïne – België                         | 0 – 0                                     | EK 2024                                   |                                           |

Bijgewerkt op 3 augustus 2024.

## Erelijst
| Competitie                 |                    |                    |                    |                    |
| Competitie                 | Aantal             | Jaren              |                    |                    |
| Tsjerkaskyi Dnipro         | Tsjerkaskyi Dnipro | Tsjerkaskyi Dnipro | Tsjerkaskyi Dnipro | Tsjerkaskyi Dnipro |
| -------------------------- | ------------------ | ------------------ | ------------------ | ------------------ |
| Droeha Liha                | 1                  | 2014/15            |                    |                    |
| Zaria Bălți                |                    |                    |                    |                    |
| Cupa Moldovei              | 1                  | 2015/16            |                    |                    |
| FC Midtjylland             |                    |                    |                    |                    |
| Superligaen                | 1                  | 2017/18            |                    |                    |
| DBU Pokalen                | 1                  | 2018/19            |                    |                    |
| SønderjyskE                |                    |                    |                    |                    |
| DBU Pokalen                | 1                  | 2019/20            |                    |                    |
| Individueel                |                    |                    |                    |                    |
| Topscorer Premjer Liha     | 1                  | 2022/23 (24 goals) |                    |                    |
| Topscorer Primera División | 1                  | 2023/24 (24 goals) |                    |                    |